# Линово (Сумская область)
Линово (укр. Линове) — село,
Линовский сельский совет,
Путивльский район,
Сумская область,
Украина.
Код КОАТУУ — 5923884401. Население по переписи 2001 года составляло 698 человек.
Является административным центром Линовского сельского совета, в который не входят другие населённые пункты.

## Географическое положение
Село Линово находится на берегу большого ирригационного канала,
на противоположном берегу расположено село Юрьево.
К селу примыкают большие лесные массивы: лес Ширяевский и урочище Трехселье.

## История
Близ села Линово обнаружено городище, относящееся к скифскому периоду (VI—III вв. до н. э.). В документах 1557 и 1591 годов упоминается запустелое селище Линевское, принадлежавшее Молченскому монастырю. Вероятно, основание поселения на этом месте относится ещё к периоду до монгольского нашествия. В грамоте 1615 года оно фигурирует уже как деревня Линева. В позднейших документах упоминается «село Линево, что было селище Линевское на колодезе Беликове».
Местные жители издавна занимались гончарным и кирпичным производством. Их относят к субэтнической группе горюнов.

## Экономика
- Молочно-товарная ферма.
- «Авангард», ООО.
- «Орион», ЧП.

## Объекты социальной сферы
- Школа.
- Библиотека.
- 3 магазина.
- Почта.